# Kieran Egan
Kieran P. Egan (* 26. Mai 1916 im County Offaly; † 25. März 1976) war ein irischer Politiker der Fianna Fáil. Von 1956 bis 1965 war er Teachta Dála (Abgeordneter) im Dáil Éireann, dem irischen Unterhaus des Oireachtas, und von 1965 bis 1969 Mitglied des Seanad Éireann, des irischen Oberhauses.

## Biografie
Egan konnte bei der Nachwahl des verstorbenen William Davin im April 1956 im Wahlkreis Leix–Offaly (Leix pder Laoighis sind alte Namensformen für das heutige Laois) genügend Stimmen erringen, um in den Dáil einzuziehen. Bei den Wahlen 1957 und 1961 wurde er wiedergewählt. Er verlor jedoch den Sitz bei den Wahlen 1965 im Wahlkreis Laoighis-Offaly. Er wurde aber über die Verwaltungsliste in den Seanad Éireann gewählt. Ab 1969 trat er nicht mehr zu Wahlen an.